# Vuk Grgurević
Vuk Grgurević (kyrillisch: Вук Гргуревић; † 1485), auch bekannt als Despot Vuk Branković oder Zmaj Ognjeni Vuk, war ein serbischer Despot (1471–1485) aus dem Adelsgeschlecht Branković.

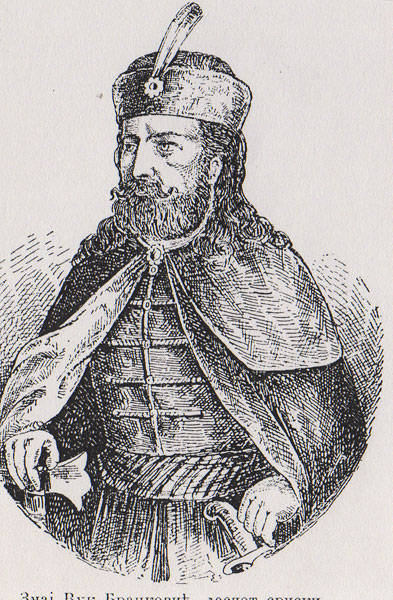
Vuk Grgurević

## Leben
Vuk Grgurević war der Sohn von Grgur Branković und Enkel des Despoten Đurađ Branković. 1465 trat er dem ungarischen Militär bei und wurde Kommandant der serbischen Militärtruppen in Syrmien.
Aufgrund seiner Tapferkeit erwarb sich Vuk Grgurević einen sehr guten Ruf und wurde als Zmaj Ognjeni Vuk, der Flammende Drache Wolf (Vuk = Wolf), in vielen Volksliedern besungen.
Vuk kämpfte für Ungarn gegen die Tschechen, die Polen, die Österreicher und gegen das Osmanische Reich. 1471 erlangte er den Titel Despot und bekam zahlreiche Besitztümer auf dem Gebiet der heutigen Vojvodina, die früher dem Despoten Đurađ Branković gehörten. Zu seinen Besitztümern zählen Kupinik (heutiges Kupinovo), Slankamen, Berkasovo, Bečkerek (heutiges Zrenjanin), Irig etc.
Seine bekanntesten militärischen Streifzüge waren die von 1476, als er Srebrenica eroberte. Er führte Feldzüge auch in der Nähe von Šabac und Smederevo, 1480 griff er Sarajevo an.
Gegen Ende seines Lebens vermittelte er in Friedensverhandlungen zwischen Sultan Bayezid II. und König Matthias Corvinus von Ungarn, worauf sich der Sultan darum bemühte ihn auf seine Seite zu ziehen. Der Sultan versprach ihm dabei nicht weniger als die Wiedererrichtung des serbischen Despotates und schenkte ihm ein Pferd. Vuk schrieb dem Sultan darauf einen Brief, in dem er diesem ein langes Leben wünschte und ihn an die früheren Beziehungen zwischen seinen Ahnen und den Sultanen erinnerte, und festhielt, dass er dem (osmanischen) Reich ebenso wahr und treu diene, wie seine ersten Verwandten den ersten Sultanen. Bald darauf kam es 1483 zu einem Friedensschluss zwischen Ungarn und der Türkei, jedoch kam es nie zur Erneuerung des serbischen Despotats. 
Vuk Grgurević starb 1485.
Er war verheiratet mit Barbara  Frankopan, hinterließ jedoch keine Nachkommenschaft.  